# Idiots Are People Two!
"Idiots Are People Two!" é o segundo episódio da sexta temporada da série de televisão norte-americana de comédia de situação 30 Rock, e o centésimo quinto da série em geral. O seu enredo foi escrito por Robert Carlock, co-criador e produtor executivo do seriado, e foi realizado por Beth McCarthy-Miller, uma directora de arte com quem Tina Fey, criadora e argumentista-chefe de 30 Rock, trabalhou no programa de televisão humorístico Saturday Night Live (SNL). A sua transmissão original nos Estados Unidos ocorreu na noite de 19 de Janeiro de 2012 através da rede de televisão National Broadcasting Company (NBC).
No episódio, Liz Lemon (interpretada por Tina Fey) tenta ao máximo esconder a identidade do seu novo namorado do seu amigo Jack Donaghy (Alec Baldwin), cuja recusa a aprovar este relacionamento causa com que Liz comece a questioner a natureza e estabilidade do seu namoro. Ao mesmo tempo, Liz tem de lidar com uma confusão publicitária causada por Tracy Jordan (Tracy Morgan), astro do TGS que apareceu nas notícias por conta de uma controvérsia. Entretanto, após meterem-se em sarilhos e aparentemente colocarem o produtor Pete Hornberger (Scott Adsit) em perigo, o estagiário Kenneth Parcell (Jack McBrayer) e Jenna Maroney (Jane Krakowski) ligam para Kelsey Grammer para que ajude a resolver o problema que apenas a Gangue dos Melhores Amigos tem a capacidade de resolver.
O enredo de "Idiots Are People Two!" é uma alusão a um incidente ocorrido com o actor Tracy Morgan, que foi alvo de críticas pela comunidade LGBT após proferir comentários homofóbicos em uma apresentação de comédia stand-up. A repercussão foi tão controversa que colocou em causa a posição do actor como membro do elenco de 30 Rock. Este episódio foi o primeiro no qual o actor James Marsden participa. Além disso, viu o retorno de Subhas Ramsaywack e Kelsey Grammer, e ainda teve aparições da actriz Denise Richards, do apresentador Thomas Roberts, e da jornalista Ann Curry.
Em geral, "Idiots Are People Two!" foi recebido com opiniões favoráveis pela crítica especialista em televisão do horário nobre. Vários elogios foram feitos à personalidade da personagem interpretada por Marsden, assim como à abordagem do incidente de Morgan, porém, houve comentários divididos acerca das tramas inclusas no episódio. De acordo com os dados revelados pelo sistema de mediação de audiências Nielsen Ratings, "Idiots Are People Two!" foi assistido por 4,05 milhões de telespectadores norte-americanos ao longo da sua transmissão original, e foi-lhe atribuído a classificação de 1,6 e quatro de share no perfil demográfico dos telespectadores entre os dezoito aos 49 anos de idade.

### Análises da crítica

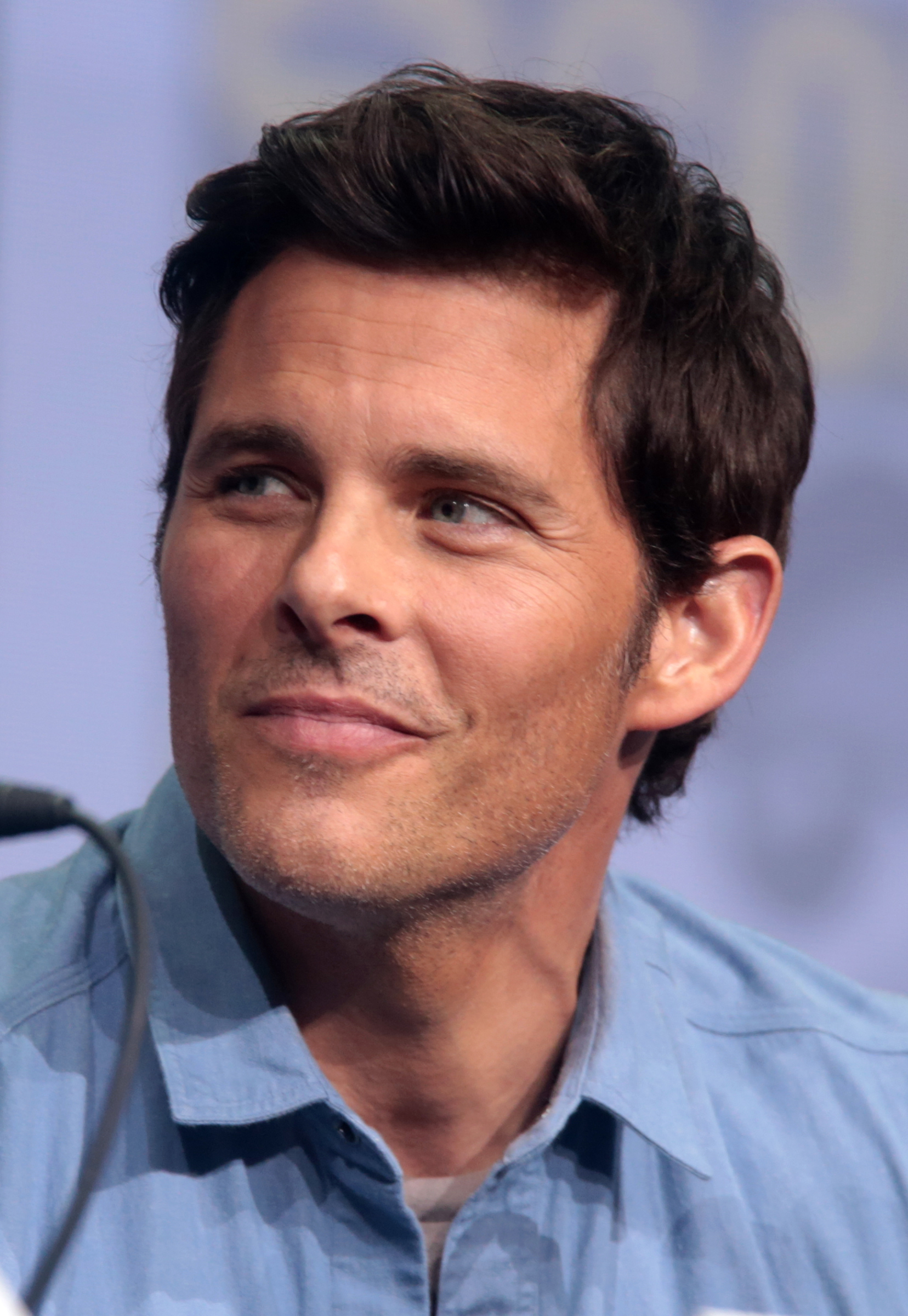
Vários críticos fizeram um contraste favorável entre a personalidade de Chriss Chros (interpretado por James Marsden) com a dos namorados anteriores de Liz.

## Produção e desenvolvimento
"Idiots Are People Two!" é o segundo episódio da sexta temporada de 30 Rock. Foi realizado por Beth McCarthy-Miller e teve o seu enredo escrito pelo produtor executivo Robert Carlock, marcando assim a vigésima vez que Carlock escreve o argumento para um episódio do seriado, com "100" sendo o seu último trabalho, e é ainda o sétimo crédito de realização por McCarthy-Miller, sendo "TGS Hates Women" o último realizado por ela. McCarthy-Miller foi realizadora do programa de televisão humorístico Saturday Night Live (SNL) por quase onze anos (1995-2006). Tina Fey, criadora e produtora executiva de 30 Rock, foi argumentista-chefe do SNL entre 1999 e 2006. Além disso, vários membros do elenco desse programa já fizeram uma aparição em 30 Rock. O actor Alec Baldwin também apresentou o SNL por dezassete vezes, o maior número de episódios por qualquer apresentador da série.
O actor e comediante Judah Friedlander, intérprete da personagem Frank Rossitano em 30 Rock, é conhecido pelos seus bonés de camioneiro de marca registada que usa dentro e fora da personagem Frank. Os chapéus normalmente apresentam palavras ou frases curtas estampadas neles. Friedlander afirmou que ele próprio é quem faz os acessórios. Revelou também que "alguns deles são brincadeiras íntimas, e alguns são simplesmente piadas." A ideia veio do persona de Friedlander nas suas apresentações de comédia stand-up, nas quais os objectos de adorno estão todos estampados com a escrita "campeão mundial" em línguas e aparências diferentes. Em "Idiots Are People Two!", Frank usa um boné que lê "Volunteer Pilot".
O tema "The Battle Hymn of the Republic", com letras escritas por Julia Ward Howe e música composta por William Steffe, é audível neste episódio.

### Argumento

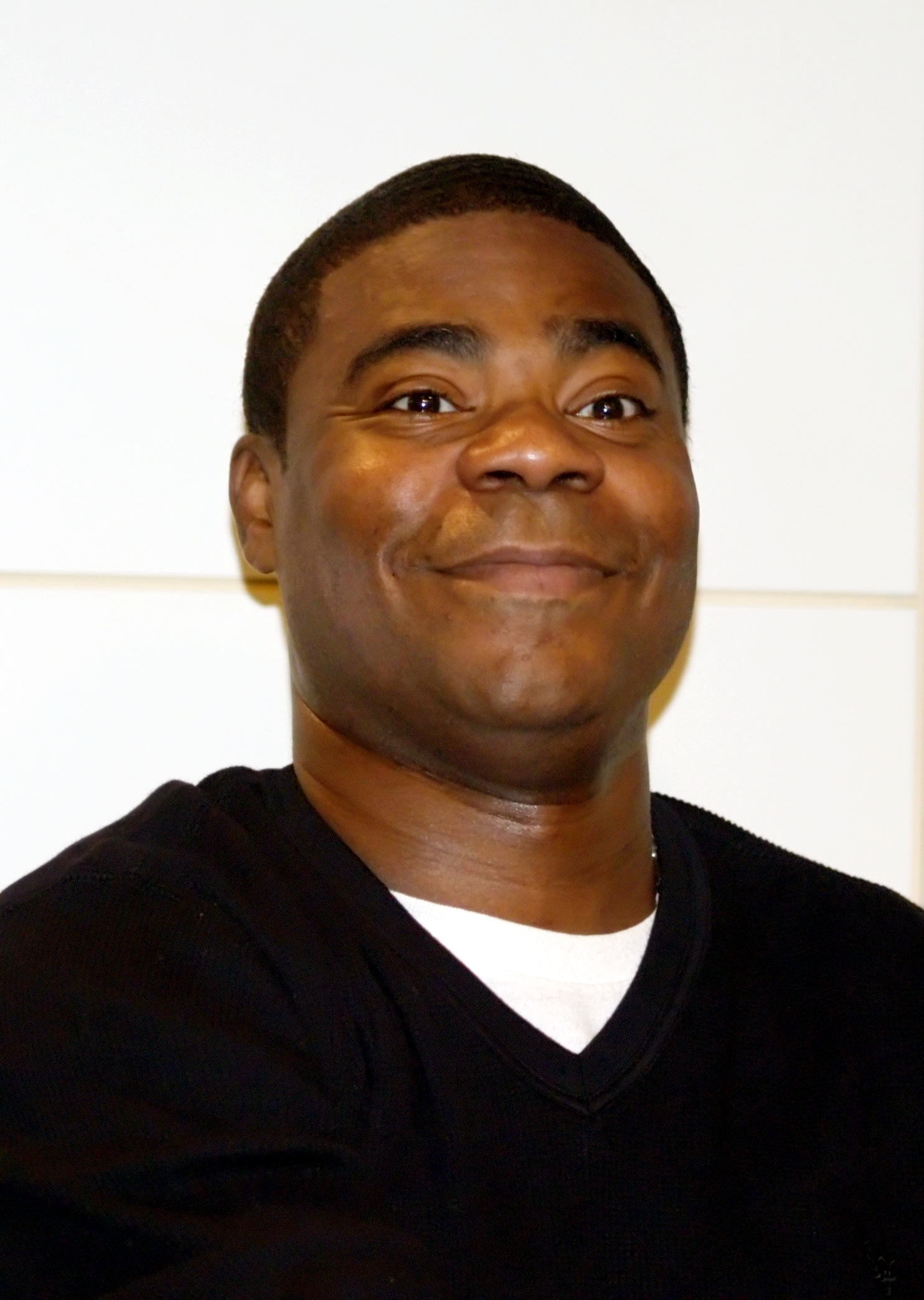
O enredo de "Idiots Are People Two!" foi escrito com base em um incidente controverso envolvendo o actor Tracy Morgan.

Na sua apresentação de comédia stand-up na noite de 3 de Junho de 2011 em Nashville, Tennessee, o actor Tracy Morgan proferiu comentários considerados homofóbicos por grupos LGBT e apoiantes dos direitos dos homossexuais. Cheyenne Jackson, colega de trabalho do actor e homossexual assumido, revelou sentir-se "desapontado e horrorizado" pelos comentários. Kevin Rogers, uma testemunha homossexual que assistiu à apresentação de Morgan, escreveu no seu perfil do Facebook: "Eu já sabia que em algum ponto as piadas homossexuais iriam aparecer, e eu estou bem preparado para uma boa zanga com humor homossexual feito por 'heteros'. Eu tenho uma opinião muito fina quando se trata de humor. [...] O que eu não posso aceitar é quando o Sr. Morgan começa a mencionar sobre como ele se sente acerca desta m*rda homossexual..."
Como consequência da sua apresentação de stand-up, alguns grupos LGBT pediram a renúncia ou demissão do intérprete da personagem Tracy Jordan. Morgan emitiu um pedido de desculpas à comunidade homossexual e a Rogers também. Tina Fey e Bob Greenblat, este último o presidente da NBC, também emitiram um pedido de desculpas em nome do actor e informaram que o mesmo iria manter o seu papel como protagonista da série. "Falo em nome da NBC e em meu, pessoalmente, quando digo que não tolero o ódio ou a violência de qualquer tipo e tenho o prazer de ver Tracy Morgan a pedir desculpas pelos comentários homofóbicos recentes na sua apresentação de standup," expressou a criadora de 30 Rock.
Em 30 Rock, "muitos dos episódios são como um espelho da vida dos actores e outros membros da equipa, então, eles decidiram incorporar o acaso na trama de Tracy Jordan," segundo o declarado por Thomas Roberts, apresentador do MSNBC. Esta ideia veio da equipa de argumentistas do seriado, que afirmou que "já era sem tempo." "Liz Lemon escreve o pedido de desculpas de Tracy no episódio e diz que ele não é homofóbico, mas sim um idiota. Isso ofende os idiotas de todo o planeta, então enquanto a NBC está a ser atacada pela comunidade LGBT, agora está também a ser atacada por uma cambada de idiotas liderados por Denise Richards," disse Roberts sobre o episódio. Não obstante, mesmo após terminarem de escrever o enredo, a equipa de argumentistas ainda estava indecisa sobre como incutir a trama na série, optando por escrever um episódio de duas partes.
O título do episódio também faz alusão ao seu enredo, como ao invés de "too" (em português:  "também"), a palavra "two" (em português:  "dois") foi mal-escrita de propósito.

### Elenco

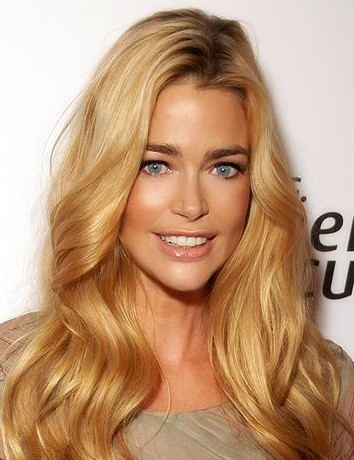
A actriz Denise Richards fez uma participação em "Idiots Are People Two!".

A actriz Denise Richards foi abordada em meados de 2011 pela equipa de 30 Rock sobre uma possível aparição breve no seriado e, após esta concordar, a sua participação em um episódio da sexta temporada foi finalmente confirmado através de uma conferência de imprensa a 5 de Outubro. Em entrevista à publicação norte-americana do jornal Extra, Richards, uma fã de 30 Rock, revelou estar excitada por participar: "Eu senti-me um pouco intimidada por trabalhar com eles, mas eles foram tão gentis e óptimos no trabalho. Eu simplesmente os amo." Em entrevista ao portal E! Online, Tina Fey declarou: "Denise Richards é maravilhosa. Nós fomos ter com ela e ela é tão divertida no episódio e ela tem um sentido de humor tão grande. [Ela] interpreta uma versão fictícia de si mesma, na qual é a celebridade porta-voz do comité dos idiotas e ela foi muito, muito divertida a fazê-lo e um prazer de ter por perto." Nessa mesma entrevista, Fey revelou ainda que o actor Kelsey Grammer também participaria da série, interpretando mais uma vez uma versão fictícia de si mesmo. A estreia de Grammer em 30 Rock foi no episódio "Reaganing" na quinta temporada.
"Eu me estou a divertir muito no seriado. É muito divertido. Eu estou no meio deles e estou em Nova Iorque a filmá-lo. Mas é uma oportunidade óptima de trabalhar com pessoas fantásticas e com Tina, que é uma personagem divertida. Eu não faria isto se não interpretasse uma personagem divertida. [...] Então, foi óptimo trabalhar com o pessoal e o calibre desse elenco e as pessoas que fazem parte dele. É um trabalho divertido de ter, e você está numa companhia muito boa, então eu não o poderia deixar passar."
— O actor James Marsden a falar sobre a sua participação em 30 Rock em entrevista ao portal The Huffington Post.
Em Outubro de 2011, foi anunciado que o actor James Marsden iria fazer uma participação em seis episódios da sexta temporada de 30 Rock. "Idiots Are People Two!" marcou a sua estreia como Criss Chros, o novo namorado de Liz. Quando entrevistado pelo jornal Los Angeles Times, Marsden declarou que "gostaria de interpretar uma personagem divertida." Martin Bashir, então comentador político do MSNBC, foi abordado pela equipa de 30 Rock para fazer uma breve participação neste episódio do seriado. Contudo, devido a conflitos de agenda, não pôde gravar as cenas para o episódio. Então, Thomas Roberts, também apresentador do MSNBC, foi escolhido para aparecer em seu lugar. Roberts revelou estar bastante feliz por fazer uma participação especialmente neste episódio "muito importante." Esta foi a segunda participação de Roberts no seriado, após "Everything Sunny All the Time Always" na quinta temporada, episódio no qual interpretou uma versão fictícia de si mesmo. Em entrevista para o blogue homossexual Towlerode em 2011, o apresentador afirmou que "esperava ter um papel recorrente" no seriado, ansiando que "Liz Lemon desenvolva uma paixoneta por mim apenas para [mais tarde] descobrir que eu jogo para a outra equipa." Ele viria a participar de mais quatro episódios da sexta temporada.

## Enredo
Criss Chros oferece a Liz Lemon (Tina Fey), sua namorada, uma boneca de género neutro como presente pelos dois meses de relacionamento. Enquanto Criss vai à cozinha preparar panquecas para o pequeno-almoço, Liz assiste ao programa de televisão Today, no qual a jornalista Ann Curry informa sobre uma controvérsia em torno de Tracy Jordan (Tracy Morgan), astro do TGS que fez manchetes após ter proferido comentários homofóbicos em uma apresentação de comédia stand-up. No exterior dos estúdios da NBC, diversos protestantes exprimem o seu desagrado por Tracy e pelo TGS. Então, Liz vai ao camarim do actor para confrontá-lo sobre a sua apresentação e forçá-lo a pedir desculpas. Porém, este se revela relutante, forçando Liz a emitir um pedido de desculpas por conta própria no qual chama Tracy de "idiota". Este, irado pelo pedido de desculpas, quebra um televisor do escritório dos argumentistas do TGS e decide organizar um protesto juntamente com os outros idiotas: rapazes de fraternidades, disc jockeys, senhoras velhas faladoras, banqueiros de investimento, vagabundas, "cabeças de papagaio", e ainda a actriz Denise Richards como porta-voz. Jack informa a Liz que ela precisa consertar a situação pois a NBC depende dos idiotas como telespectadores.
Entretanto, Jenna Maroney (interpretada por Jane Krakowski), estrela do TGS, informa ao estagiário Kenneth Parcell (Jack McBayer) que uma das lâmpadas do seu camarim precisa ser consertada. Após contactar o pessoal da manutenção, Kenneth é informado pelo contínuo Subhas (Subhas Ramsaywack) que o pessoal da manutenção não iria prestar serviços à equipa do TGS devido aos comentários ofensivos de Tracy. Então, Jenna sugere que ela e o estagiário devem elaborar um plano para que consigam melhor iluminação para o seu camarim. Eles conseguem entrar à socapa na sala onde as lâmpadas estão armazenadas, porém, ao alcançar pela caixa, Kenneth parte todas as outras lâmpadas, fazendo com que Kenneth e Jenna saiamm da sala para procurarem soluções para deixá-la arrumada. Naquele mesmo momento, Pete Hornberger (Scott Adsit), produtor do TGS, entra em "modo de crise": tomar uísque com hipnóticos, desmaiar no seu local secreto para dormir (aquela mesma sala), e esperar sonhar com a segurança latina a quem normalmente beija na boca pois este é, aparentemente, uma prática comum na Guatemala. Jenna e Kenneth encontram Pete a dormir naquela divisão e assumem que ele esteja incosciente devido à intoxicação pelo mercúrio das lâmpadas. Com receio de serem descobertos e humilhados publicamente, Jenna liga para Kelsey Grammer a pedir ajuda.
Não obstante, suspeito que Liz esteja a esconder um novo relacionamento amoroso após tê-la visto a beijar um desconhecido numa noite, Jack confronta-a sobre este assunto, ao que Liz confirma e, contra as suas expectativas, não recebe a aprovação de Jack, que expressa desejar conhecer o seu namorado para fazer uma avaliação pessoal. Liz recusa-se e volta ao seu apartamento para almoçar com Criss, porém, enquanto conversam, começa a ter visões de Jack a fazer julgamentos a todos os pormenores e detalhes do seu namorado. Frustrada, Liz retorna ao escritório de Jack para ordenar que ele aprove o seu namorado. Jack finalmente revela estar triste por ela ter escondido o seu relacionamento e, após terminarem em bons termos, informa que não irá mais se intrometer na sua relação. Todavia, mais tarde, Criss revela a Liz via chamada de vídeo que recebeu um investimento no valor de dez mil dólares para iniciar o seu negócio de venda de cachorros-quentes em uma rulote. Ao olhar para o cheque, Liz vê que a quantia monetária veio de Jack.

## Referências culturais

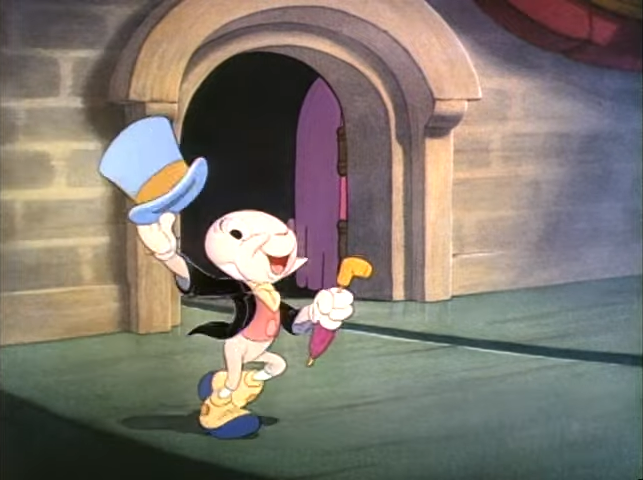
O Grilo Falante foi mencionado em "Idiots Are People Two!".